# کباروبیاس
کباروبیاس (به اسپانیایی: Covarrubias (Burgos)) یک شهرستان در اسپانیا است که در Arlanza واقع شده است.